# Barbro Boman
Barbro Boman född Breithaupt Meyer den 22 augusti 1918 i Göteborg, död den 12 juli 1980, var en svensk manusförfattare och filmregissör.
Barbro Boman började arbeta som scripta på 1940-talet. Under 1950-talet skrev hon ett antal filmmanus och regisserade sin första film 1956.

## Regi
- 1956 – Det är aldrig för sent
- 1961 – Svenska flickor i Paris

## Filmmanus
- 1956 – Det är aldrig för sent
- 1957 – Vägen genom Skå
- 1961 – Svenska flickor i Paris